# Тамсалу
Тамсалу (ест. Tamsalu) је град у округу Љаене-Виру, у северној Естонији, а од Раквереа, који је главни град округа, је удаљен 30 км.
Тамсалу има, према попису становништва из 2006. године, 2.629 становника и површину од 3,9 km², а густина насељености је 674 становника по km².
Град се први пут спомиње 1512. године, али је остао непознатно село до 1876. Након тога се налази на железничкој линији од Тартуа до Талина. Око железничке станице настало је веће насеље. Тамсалу је 1954. добио статус великог села, а од новембра 1996. године добија градска права.